# Narednik James
Narednik James (eng. The Hurt Locker) je američki ratni film iz 2009. u režiji Kathryn Bigelow, a scenarist je Mark Boal. Glavne uloge tumače Jeremy Renner, Anthony Mackie, Brian Geraghty, Christian Camargo, Ralph Fiennes, David Morse i Guy Pearce. Film prati tim vojnika za onesposobljavanje eksplozivnih sredstava koji su na meti pobunjenika te prikazuje njihove psihološke reakcije na stres u borbi. Boal se u pisanju scenarija oslanjao na svoje iskustvo tijekom novinarstva u ratu.
Narednik James premijerno je prikazan na Venecijanskom filmskom festivalu 2008. godine. Film je prikupio pozitivne ocjene kritičara koji su pohvalili režiju Kathryn Bigelow, Rennerovu izvedbu, scenariji i akcijske sekvence. Film je nominiran za devet nagrada Oscar i osvojio ih je šest, uključujući i onu za najbolji film. Ostaje jedini pobjednik za najbolji film kojeg je režirala žena.

## Uloge
- Jeremy Renner kao narednik prve klase William James
- Anthony Mackie kao narednik J.T. Sanborn
- Brian Geraghty kao stručnjak Owen Eldridge
- Guy Pearce kao stožerni narednik Matthew Thompson
- Christian Camargo kao pukovnik John Cambridge
- David Morse kao pukovnik Reed
- Ralph Fiennes kao civilni vođa tima
- Evangeline Lilly kao Connie James
- Malcolm Barrett kao narednik Foster
- Christopher Sayegh kao Beckham
- Sam Spruell kao Charlie
- Suhail Dabbach kao bombaš samoubojica